# Света Параскева (Баровица)
Вижте пояснителната страница за други значения на Света Параскева.
„Света Парскева“ или „Света Петка“ (на гръцки: Αγίας Παρασκευής) е възрожденска православна църква в село Баровица (Кастанери), Егейска Македония, Гърция, част от Гумендженската, Боймишка и Ругуновска епархия на Вселенската патриаршия.
Църквата е строена в третото десетилетие на XIX век. Представлява трикорабна базилика с максимални вътрешни размери 10,60 х 18,10 m. Изградена е от дялани камъни. От запад и юг има трем. На запад има нисък нартекс и П-образна галерия. Шест двойки колони разделят църквата на три кораба. Апсидата е полукръгла отвътре и отвън, а нишите на диаконикона и протезиса не излизат от източната стена. Входът към наоса е от юг, докато западният вход, поради разликата във височината, води в галерията.
Таваните са дървени, с геометрични форми и боядисани в ярки цветове. Фронтовете на аркадите в наоса са изписани с фрески със сцени от живота на Христос. Забележителни са дървените елементи от интериора – иконостасът, владишкият трон, амвонът, изписани с флорална декорация. Повечето от иконите на иконостаса са с датировка 1837 година. В храма има икони на петровския зограф Христо Сакелариев.
Камбанарията на южния вход на комплекса е построена през 1886 година според надпис на каменна плоча.
В 1991 година църквата е обявена за паметник на културата под надзора на Девета ефория за византийски старини към Министерството на културата.